# Лима, Жайме де Магальяйнш
Жа́йме де Магалья́йнш Ли́ма (порт. Jaime de Magalhães Lima; 15 октября 1859, Авейру — 26 февраля 1936, Эйшу) — португальский политик, мыслитель, журналист, писатель и поэт, литературный критик и переводчик, эссеист. Приверженец вегетарианства и первый португальский толстовец.

## Порядок имён
- Magalhães Lima (Jaime de)[1]
- Lima, Jaime Magalhães de[2]

## Биография и творчество
Жайме де Магальяйнш Лима родился в Авейру. Его старший брат, Себаштиан де Магальяйнш Лима, родился в Рио-де-Жанейро 30 мая 1851 года, в 6 лет переехал в Лиссабон. Путешествовал по Испании, Франции, Швейцарии, Германии, Бельгии и Голландии. Написал 2 романа, но, осознав, что не создан для литературы, занялся политической журналистикой. Противостоял монархистам и консерваторам. Уже тогда, в конце XIX века, политики спекулировали на обвинениях в коррупции. Как трибун и революционер, считавший, что монархия — это раковая опухоль на теле португальского общества, стал одним из основателей печатного органа республиканцев журнала O Século (1880—1977). В 1907 году был избран 10-м великим мастером Великого Лузитанского востока (GOL) и был им до своей смерти в 1928 году. Себаштиан признавался, что Жайме превосходил его по ментальным и нравственным качествам. Братья расходились в политических взглядах.
Жайме де Магальяйнш Лима окончил юридический факультет Коимбрского университета в 1880 году. Регулярно писал статьи для журнала «Вегетарианец». Живо интересовался ведением земледелия, садоводством, активно культивировал посадки эвкалипта, писал исследования на основании полученного опыте в таких работах. Стихов писал мало, романы его читали и читают мало. Многие поэты того времени почитали Франциска Ассизского, но редко кто из них проник столь глубоко, как Лима, в духовный мир монаха. Известен как автор биографий современных ему авторов, в частности об Алешандре Эркулану.
Жайме де Магальяйнш Лима также как и его брат занимался журналистикой и дважды путешествовал по Европе (Франция, Италия, Австрия, Англия, Бельгия, Швейцария, Голландия, Россия) и странам Магриба в Африке. С молодости был озабочен социальными проблемами. В отличие от брата был сторонником конституционной монархии. Работал директором отделения Банка Португалии, в 1893, 1894 и 1897 годах избирался депутатом парламента от Авейру, в 1892 году был избран председателем муниципальной палаты Авейру, но в отличие от брата отошёл от занятий политикой. В 1882—1883 годах был редактором журнала Galeria Republicana, в котором была опубликована статья о брате (Sebastião de Magalhães Lima, 1882, № 20). 
В качестве литературного критика публиковал статьи, в частности о русской литературе, в основанном Эса де Кейрошем журнале Revista de Portugal. Лима стал первым, кто на страницах этого журнала с мая 1886 года стал пробуждать интерес португальских читателей к личности и творчеству Льва Толстого. В 1890 году в Revista de Portugal появилось его краткое исследование «Философия Толстого» (A filosofia de Tolstoi), вошедшее 2 года спустя в книгу As doutrinas do Conde Leão Tolstoi. Жайме де М. Лима был верным и  последовательным учеником Л. Н. Толстого, собственные взгляды как толстовца изложил в «Записках провинциала» (Notas de um provinciano, 1899).
В истории португальской литературы имя Лимы часто упоминается в контексте творчества Антеру де Кентала, с которым он познакомился университете. Письмо Кентала Лиме от 13 октября 1886 года относительно своего сборника Sonetos Completos широко цитируется литературоведами как источник взглядов поэта на теорию поэзии. Л. Д. Опульская писала: «Особое впечатление произвело на Толстого философское введение португальского поэта к немецкому изданию сонетов. С произведениями Антеру ди Кентала познакомил Толстого португальский литератор М. Лима, гостивший две недели в Ясной Поляне в сентябре 1888 года. В Архиве (ГМТ) сохранилось письмо М. Лимы от 15 марта 1889 года».
Описывая свой визит в Россию в дневниковых очерках «Города и пейзажи» (Cidades e paisagens), признался, что не мог не посетить Ясную Поляну. В своих записках Лима описал всем известный портрет графа-мужика. Также как и Толстой, своей длинной седой бородой Лима походил на апостола. Жасинту ду Праду Коэлью (Jacinto do Prado Coelho) полагал, что толстовство питало не только всё творчество Жайме де Магальяйнша Лимы, его романы, стихи в прозе, очерки и эссе, но влияло и на его жизненный путь. Ученик Толстого всегда с великим уважением и искренним единодушием развивал движение мысли учителя, но не слепо следовал по указанному направлению, а возражал, когда это требовалось по ситуации, выдвигая собственные соображения.
Работал над биографией Толстого, первая глава содержала 70 страниц, готовились и другие главы, но труд завершён не был. Лима также испытывал воздействие идей ещё одного бородача — Рёскина.

## Публикации
- 1886 — Estudos sobre a literatura contemporânea (эссе)
- 1887 — O Snr. Oliveira Martins e o seu projecto de lei sobre o fomento rural
- 1888
  - A democracia (эссе о политическом устройстве)
  - A arte de estudar (Alexander Bain; перевод с английского)[1]
- 1889 — Cidades e paisagens (путевые заметки после 2-го загрантурне)
- 1892 — As doutrinas do Conde Leão Tolstoi (эссе)
- 1894—1895 — Jesus Cristo (Henri Didon; перевод с французского)
- 1899
  - Notas de um provinciano
  - Transviado (роман)
  - O Crédito agrícola em Portugal (эссе)
- 1900 — Elogio de Edmundo de Magalhães Machado
- 1901 — Sonho de Perfeição (роман)
- 1902
  - J. P. Oliveira Martins : in memoriam : 30 de Abril de 1845 - 24 de Agosto de 1894
  - Vozes do meu lar
- 1903 — Na paz do senhor (роман)
- 1904 — Reino da saudade (роман)
- 1905 — Via redentora
- 1906 — Apóstolos da terra
- 1908 — S. Francisco de Assis e seus evangelhos
- 1909
  - O ensino de Jesus : uma exposição simples (перевод работы Л. Толстого)
  - A anexação da Bósnia e da Herzegovina pela Áustria (перевод работы Л. Толстого)
  - José Estêvão
- 1910
  - Alexandre Herculano (биография и критика)
  - Rogações de eremita
- 1912 — O Vegetarismo e a Moralidade das raças (доклад)
- 1915
  - Salmos do prisioneiro
  - A guerra: depoimentos de hereges
- 1918 — Do que o fogo não queima (антивоенная публицистика)
- 1920
  - Rasto de sonhos: arte e alentos de pousadas da minha terra
  - Eucaliptos e acácias
- 1923
  - Coro dos coveiros
  - A língua portuguesa e os seus mistérios
- 1924 — Alberto Sampaio e o significado dos seus estudos na interpretação da história nacional (биография)
- 1925
  - Camilo e a renovação do sentimento nacional na sua época (биография)
  - Rafael Bordalo Pinheiro: moralizador político e social (биография)
- 1926 — A arte de repousar e o seu poder na constituição mental e moral dos trabalhadores
- 1931
  - Princípios e deveres elementares
  - Dificuldades étnicas e históricas da insinuação do nacionalismo na arte portuguesa contemporânea
- 1933 — O amor das nossas coisas: e alguns que bem o serviram
- 1934 — Dr. Alberto Souto: o seu espírito, o seu carácter e a sua obra (биография)
- 1957 — Divagações de um terceiro
- 1964 — O culto da flor e os jardins da Inglaterra
- 1968 — Os povos do baixo Vouga
- 1986 — Entre pastores e nas serras